# Украинец (Николаевская область)
Украинец (укр. Українець) — село в Братском районе Николаевской области Украины.
Население по переписи 2001 года составляло 106 человек. Почтовый индекс — 55462. Телефонный код — 5131. Занимает площадь 0,4 км².

## Местный совет
55462, Николаевская обл., Братский р-н, с. Петропавловка, ул. Аграрная, 1